# Поромна переправа Бриндізі — Патри
Поромна переправа Бри́ндізі — Па́три — залізнична поромна переправа через Іонічне море, що з'єднує південь Італії з піостровом Пелопоннес в Греції, а саме міста Патри та Бриндізі.
Відстань 640 км. В експлуатації з 1973 року. Щорічний обсяг перевезень 12—14 мільйонів тонн. Курсує 6 спеціалізованих двохпалубних суден ємкістю 110 вагонів кожне.